# Cultura de Sudán del Sur

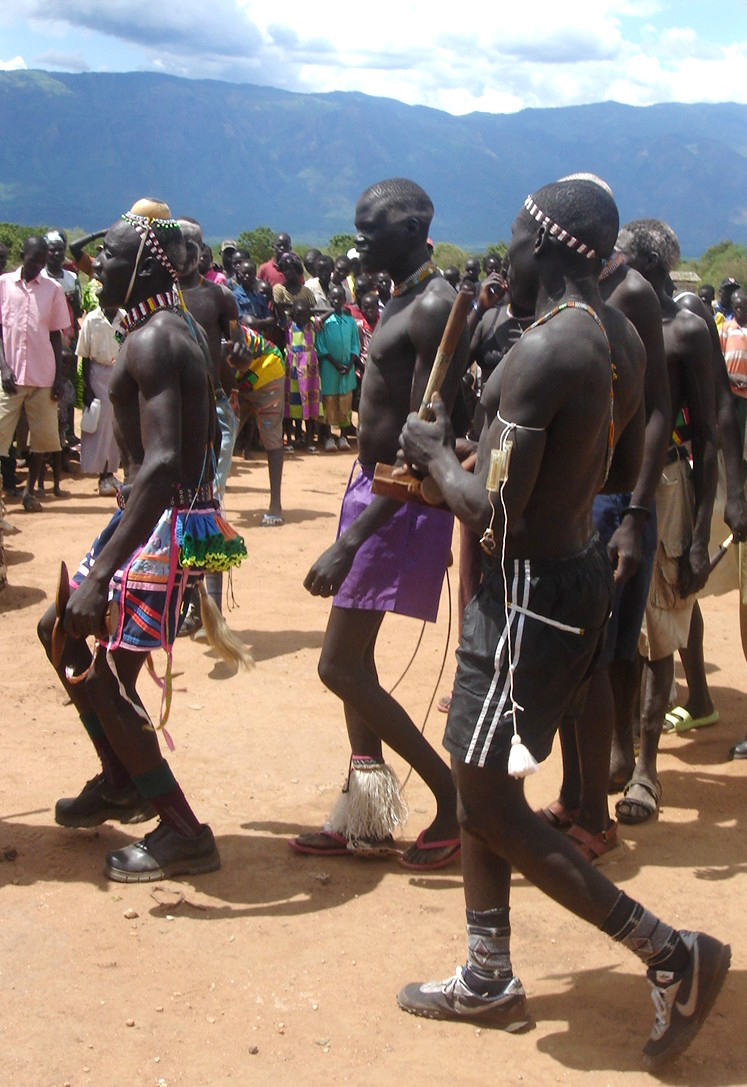
Bailarines festejando el acuerdo de paz en Kapoeta, Sudán del Sur.

La cultura de Sudán del Sur abarca las religiones, idiomas, etnias, la comida y las tradiciones de la gente en el país africano.

## Idioma
El idioma oficial de Sudán del Sur es el inglés, como lo establece la Constitución de 2011:

"El inglés será el idioma oficial de trabajo en la República de Sudán del Sur, así como la lengua de enseñanza en todos los niveles de la educación."

Pero Sudán del Sur tiene muchos grupos tribales, a la vez que muchas lenguas, pero se aceptan todos:

"Todas las lenguas indígenas de Sudán del Sur son lenguas nacionales"

Otros idiomas muy hablados en el país son el árabe Yuba, el dinka (3 millones de hablantes) y el nuer (1,4 millones de hablantes).

## Religión
Mientras que Sudán está influenciada por el Islam, Sudán del Sur se ve influenciada por el cristianismo y la religión tradicional africana animista, aunque el islam no está del todo ausente.
La actual Constitución garantiza la separación entre la iglesia y el estado, la libertad de religión, y la igualdad entre todas las creencias.

## Grupos étnicos

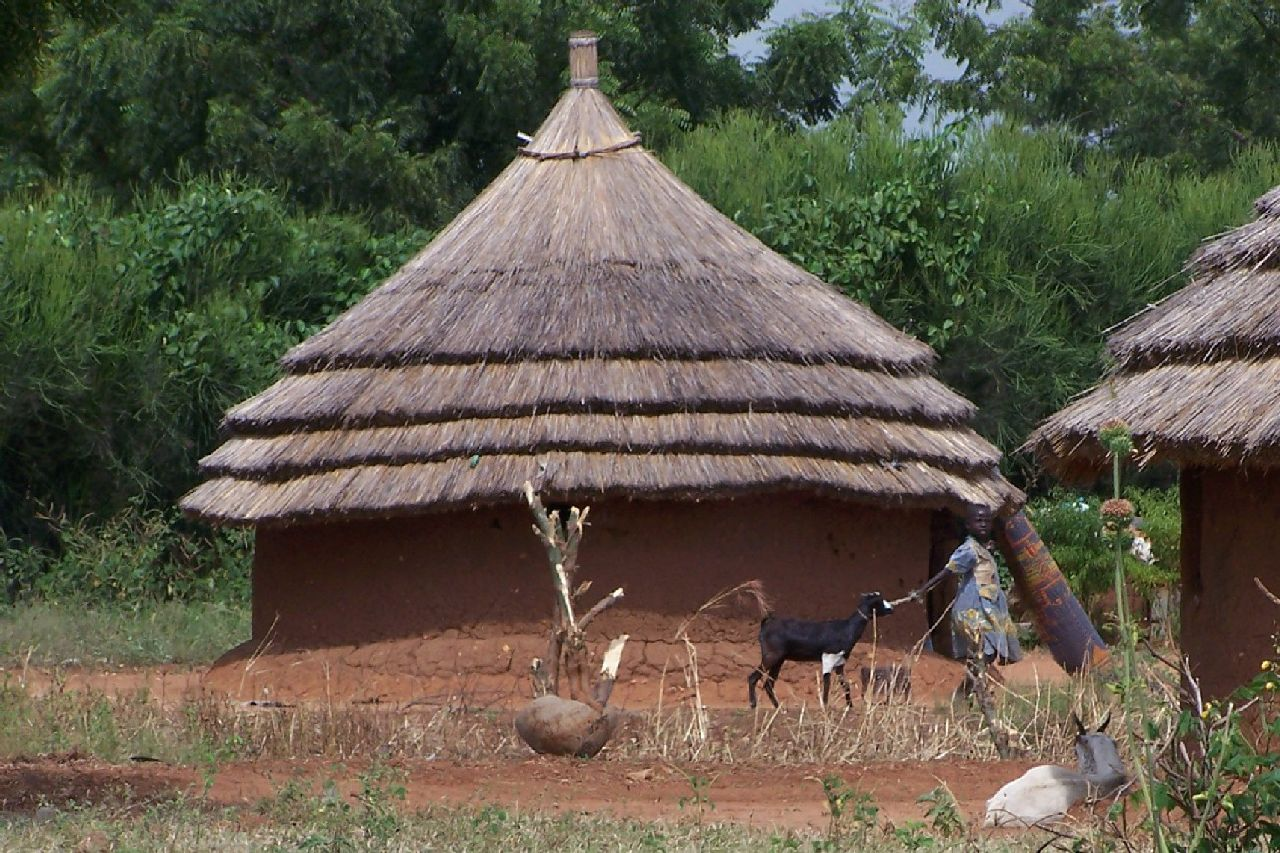
Cabaña con techo de paja y paredes de tierra de los Dinka, en Juba, Sudán del Sur. Tomada el 30 de diciembre de 2005, cuando el antiguo Sudán del Sur.

Los grupos étnicos presentes en el sur de Sudán son los dinka, kakwa, bari, azande, shilluk, kuku, murle, mandari, didinga, ndogo, bviri, lndi, anuak, bongo, lango, dungotona y acholi.

## Sociedad
La mayoría de los sursudaneses conservaron el núcleo de su cultura incluso en el exilio y la diáspora. La cultura tradicional se mantiene en gran medida y se presta gran atención al conocimiento del origen y el dialecto. Aunque los idiomas comunes hablados son el árabe Yuba y el inglés, el suajili se está introduciendo en la población para mejorar las relaciones del país con sus vecinos del este de África.

## Música

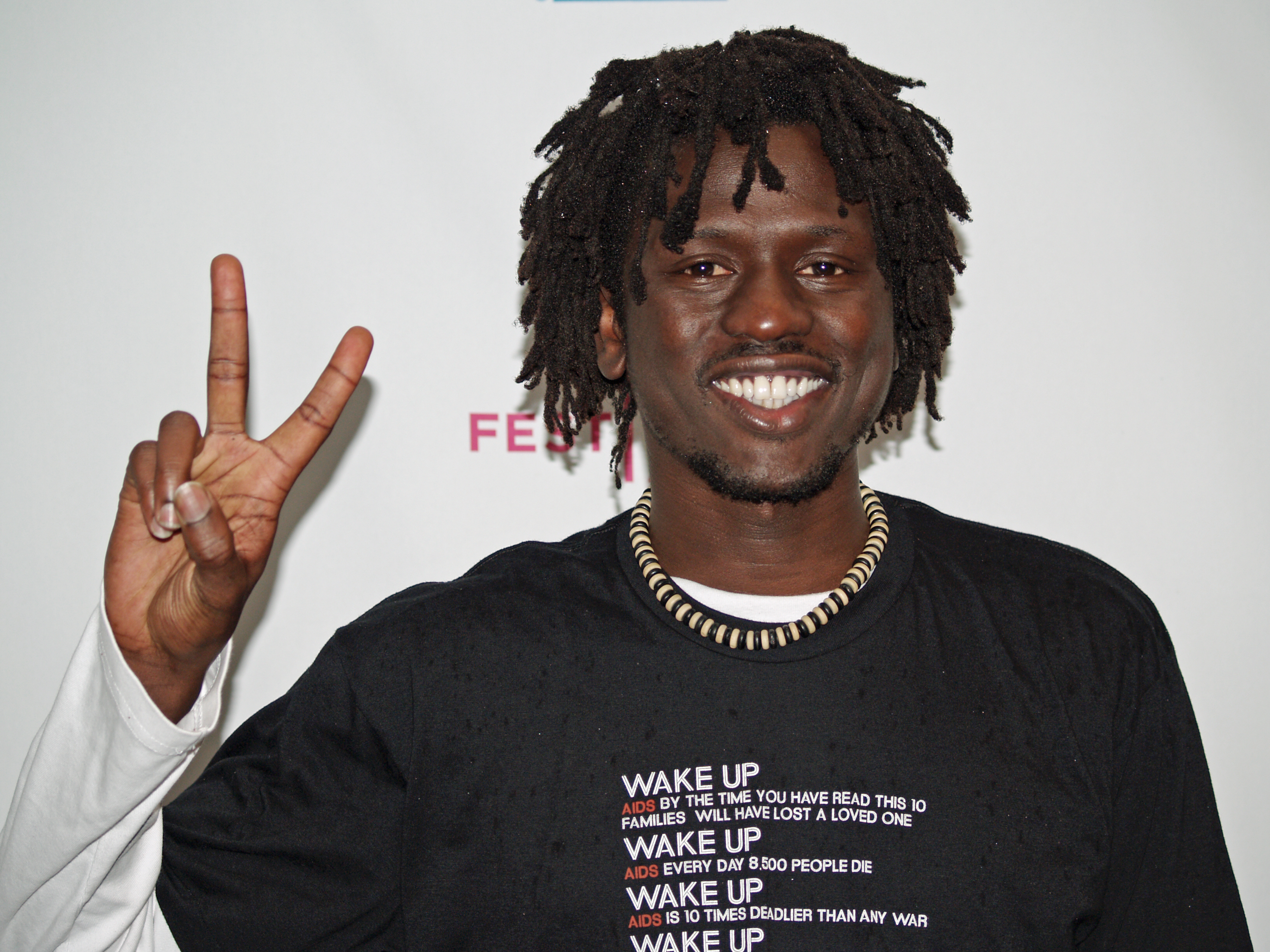
Emmanuel Jal en el Festival de Cine de TriBeCa de Nueva York, 2008.

Debido a los muchos años de guerra civil, la cultura está fuertemente influenciada por los países vecinos de Sudán del Sur. Muchos sudaneses del sur huyeron a Etiopía, Kenia y Uganda, donde interactuaron con los nacionales y aprendieron sus idiomas y cultura. Para la mayoría de los que permanecieron en el país, o fueron al norte a Sudán y Egipto, asimilaron enormemente la cultura árabe.
Muchos artistas musicales de Sudán del Sur utilizan el inglés, el suajili, el árabe Juba, su idioma local o una mezcla de idiomas. El popular artista Emmanuel Kembe canta folk, reggae y afrobeat. Yaba Angelosi canta afrobeat, R&B y zouk. Dynamiq es popular por sus lanzamientos de reggae. Emmanuel Jal es un artista de hip hop.
Hay pocas artistas femeninas que Sudán del Sur haya producido hasta ahora. Queen Zee es conocida por su música rap.

## Deporte

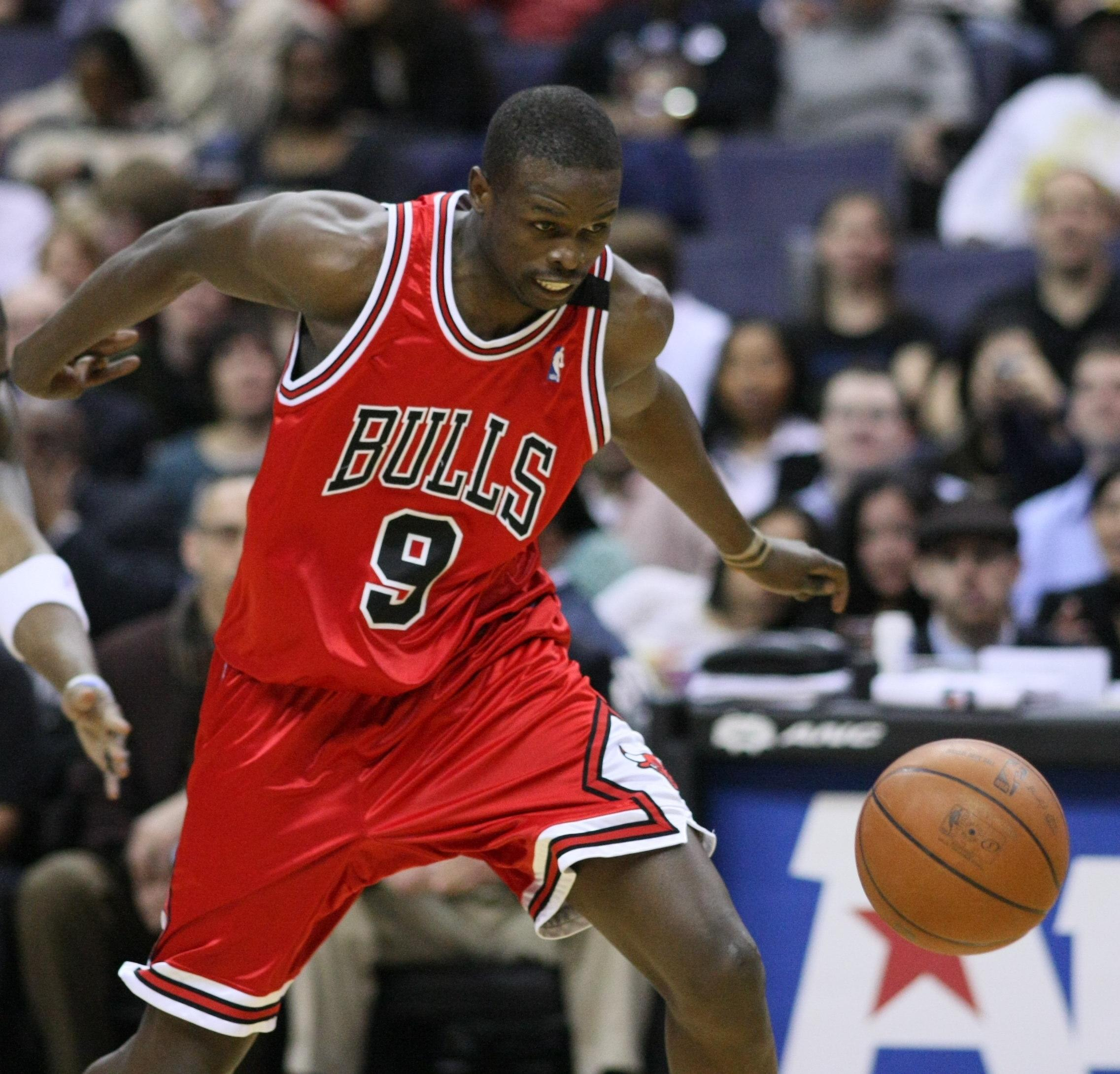
Luol Deng, jugador del Chicago Bulls la NBA, nació en Wau, Sudán del Sur.

Algunos sursudaneses brillan en el deporte internacional, principalmente en el baloncesto, como Luol Deng, Manute Bol, Deng Ajou, Gai Deng, entre otros.
El fútbol es también cada vez más popular en Sudán del Sur y hay muchas iniciativas del Gobierno y otros socios privados para promover este deporte y mejorar el nivel de juego, como es la Asociación de Deporte Juvenil del Sudán del Sur (SSYSA).
Majak Daw será  el primer sursudanes profesional de fútbol australiano, ya que ya a firmado con los Canguros de Melbourne del Norte de la AFL a finales del 2009.